# Среди тысячи дорог
«Среди тысячи дорог» (укр. Серед тисячі доріг) — художественный фильм 1983 года, снятый Одесской киностудией. Вышел на экраны 16 января 1984 года.

## Сюжет
Выпускница журфака МГУ Вероника Веснина, несмотря на известность своей матери-журналистки, решает сама строить свою карьеру и переезжает в провинциальный город, где устраивается на работу в местную радиостанцию. Сначала ей приходится трудно, но благодаря своему опытному коллеге, Сергею, преодолевает сложности. Со временем Вероника начинает испытывать чувство тревоги от его амбиций. На предложение Сергея выйти за него замуж и вместе с ним поехать в зарубежную командировку она отвечает отказом.

## В ролях
- Полина Медведева — Вероника Веснина, выпускница журфака МГУ
- Юрий Васильев — Сергей Митин, журналист
- Людмила Макарова — Евгения Павловна Бельская-Лукова, актриса театра музкомедии
- Олег Ефремов — Петр Васильевич Николаев, художник
- Семен Самодур — Михаил Георгиевич Муромцев, режиссер
- Всеволод Шиловский — Василий Спиридонович, редактор
- Ольга Матешко — Оксана, художник, колхозница
- Александр Марин — Костя Воробьев, журналист
- Андрей Градов — Андрей, водолаз, сын художника Николаева
- Валентина Коротаева — Светлана, учительница музыки, подруга Андрея
- Владимир Волков — Семен, инвалид, муж Оксаны
- Любовь Германова — звукооператор на радио
- Борис Гусаков — Вадим, оператор барокамеры, водолаз
- Зинаида Дехтярева — мать Сергея Митина
- Семен Крупник — актер театра музкомедии
- Эрнест Штейнберг — пианист в театре музкомедии
- Лев Перфилов — Савелий, завхоз редакции

### В эпизодах
- Михаил Миликов
- Альбина Самарцева
- Любовь Филиппова
- Ирина Челнокова
- Валерий Черных
- Виктор Чутак
- Александр Добросов
- Людмила Колохина
- Тарас Криворученко
- Альберт Акчурин
- Александр Васильев

## Съёмочная группа
- Сценарист: Израиль Кацев
- Режиссер-постановщик: Вадим Зобин
- Оператор-постановщик: Владимир Трофимов
- Художник-постановщик: Наталья Иевлева
- Звукооператор: Александр Пиров
- Композитор: Николай Каретников
- Режиссер: Л. Певень
- Оператор: В. Брегеда
- Художник по гриму: Л. А. Брашеван
- Художник по костюмам: В. Ткач
- Художник-декоратор: Наталья Квашина
- Режиссер монтажа: Татьяна Рымарева
- Редактор: Нелли Некрасова
- Директор картины: Алла Мещерякова

## Критика
Критик Ирина Дубровина в газете «Советская культура» написала: «Авторы всё время стараются убедить зрителя в том, что, во-первых, они хорошо знают реальный быт и нелёгкость жизни, а во-вторых, что их героиня преодолевает подлинные трудности. Беда только, что эти старания сводятся на нет стандартностью сюжетных ситуаций». По её мнению, фильм «скользит по давно уже накатанным прописям». Дубровина писала: «Не паразитируй на чужой помощи, не прячься за родительские заслуги, твори благо — вот что демонстрируется нам в „живых картинках“, не задевающих душу из-за своей старости…».